# Rostgumpad solfjäderstjärt
Rostgumpad solfjäderstjärt (Rhipidura rufifrons) är en fågel i familjen solfjäderstjärtar inom ordningen tättingar.

## Utseende och läte
Rostgumpad solfjäderstjärt är en liten tätting med en lång och ljusspetsad stjärt. Den är varmt brunorange på pannan, övergumpen och stjärtroten. Ovansidan är gråbrun och undersidan ljus, med vit strupe och svartfläckat bröst. Sången är ljus och klingande.

## Utbredning och systematik
Rostgumpad solfjäderstjärt förekommer i Australien och delas in i två underarter med följande utbredning:
- Rhipidura rufifrons intermedia – östra Queensland (Cooktown till gränsen mot New South Wales), flyttar norrut vintertid
- Rhipidura rufifrons rufifrons – sydöstra Australien (nordöstra New South Wales till södra och centrala Victoria), flyttar norrut vintertid

Tidigare inkluderades även populationer i Moluckerna, Mikronesien, Salomonöarna, d'Entrecasteauxöarna och Louisiaderna i arten. Sedan 2023 urskiljs dessa dock som följande egna arter av tongivande eBird/Clements och IOC: 
- Halmaherasolfjäderstjärt (Rhipidura torrida)
- Louisiadsolfjäderstjärt (Rhipidura louisiadensis)
- Temotusolfjäderstjärt (Rhipidura melanolaema)
- Mikronesisk solfjäderstjärt (Rhipidura versicolor)
- Salomonsolfjäderstjärt (Rhipidura rufofronta)

Birdlife International intar en mellanposition och inkluderar alla utom melanolaema fortfarande i rufifrons.

## Levnadssätt
Rostgumpad solfjäderstjärt hittas i olika skogsmiljöer, ofta i områden med fuktig mark, som i regnskog eller mangrove. Den födosöker aktivt och breder då ofta ut och reser stjärten.

## Status
IUCN kategoriserar arten som livskraftig. Notera dock att IUCN följer Birdlife Internationals taxonomi, varför alla arter i komplexet (se ovan) utom temotusolfjäderstjärt inkluderas i bedömningen.

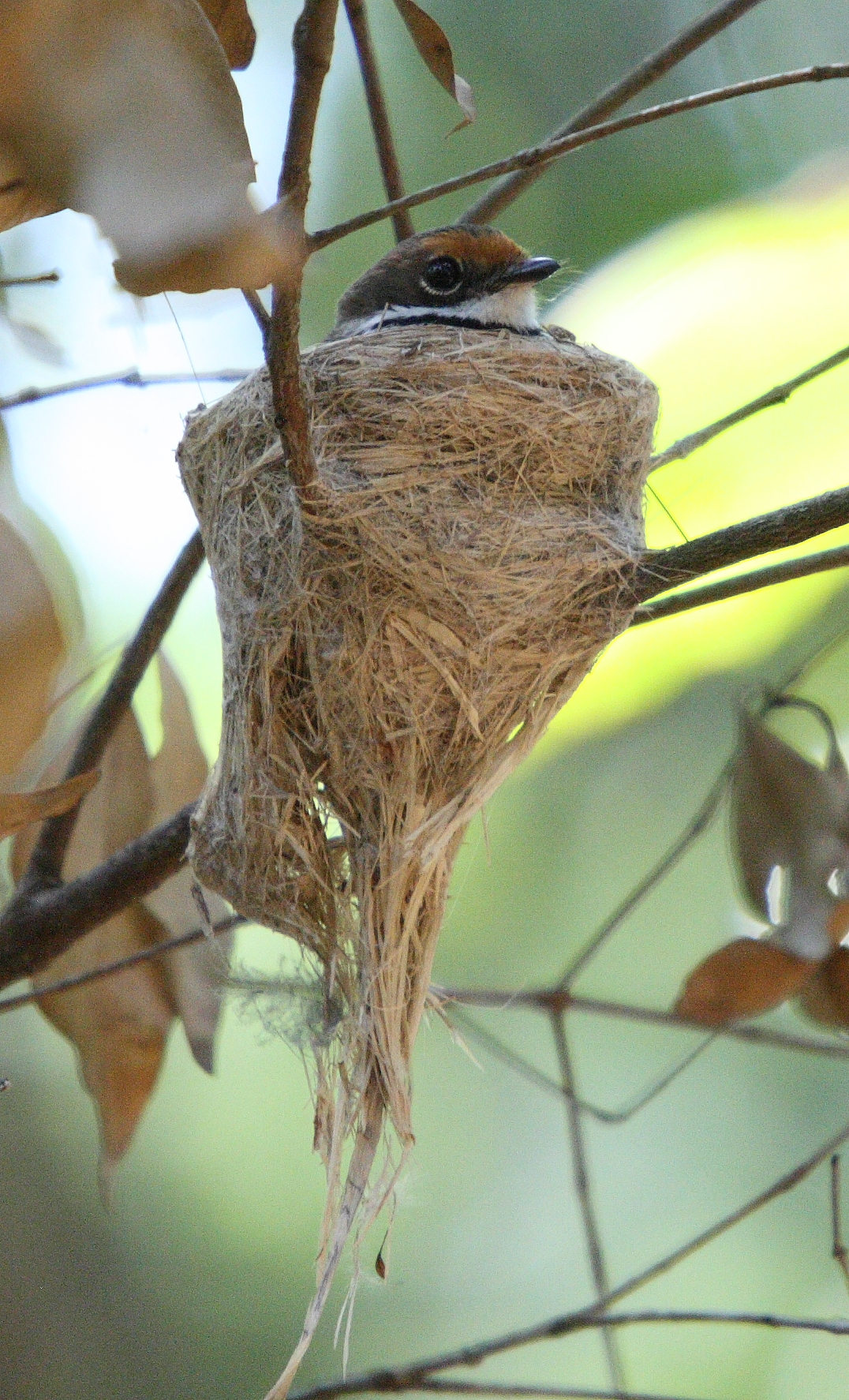